# Middelkerke
Middelkerke is een plaats en gemeente in de Belgische provincie West-Vlaanderen. De gemeente telt ruim 19.000 inwoners. Het grondgebied van de gemeente is gelegen langs de Belgische Kust en in de Polders van de Vlaamse Kustvlakte.

## Kernen
Naast Middelkerke zelf behoren tot de gemeente ook de dorpen Leffinge, Lombardsijde, Mannekensvere, Schore, Sint-Pieters-Kapelle, Slijpe, Westende en Wilskerke. Middelkerke zelf, Lombardsijde en Westende liggen aan de kust, Leffinge, Mannekensvere, Schore, Sint-Pieters-Kapelle, Slijpe en Wilskerke zijn typische Vlaamse polderdorpjes. Slijpe en Leffinge zijn qua oppervlakte de grootste dorpen.
| # | Naam                      | Opp. (km²) | Inwoners (2020) | Inwoners per km² | NIS-code |
| - | ------------------------- | ---------- | --------------- | ---------------- | -------- |
| 1 | Middelkerke (I)           | 4,92       | 7.669           | 1.359            | 35011A   |
| 2 | Wilskerke (IV)            | 5,05       | 799             | 158              | 35011B   |
| 3 | Leffinge (V)              | 20,44      | 2.450           | 120              | 35011C   |
| 4 | Sint-Pieters-Kapelle (IX) | 4,92       | 261             | 53               | 35011D   |
| 5 | Schore (VIII)             | 6,77       | 227             | 34               | 35011E   |
| 6 | Mannekensvere (VII)       | 6,55       | 253             | 39               | 35011F   |
| 7 | Slijpe (VI)               | 17,92      | 961             | 54               | 35011G   |
| 8 | Westende (II)             | 7,72       | 5.579           | 723              | 35011H   |
| 9 | Lombardsijde (III)        | 1,64       | 1.373           | 837              | 35011J   |

De gemeente Middelkerke strekt zich na de fusies uit tot een lengte van 8 kilometer langs de kust en tot bijna 10 kilometer landinwaarts en grenst zo aan een groot aantal deelgemeenten:
| - a. Oostende (met name het dorp Raversijde) - b. Stene-Dorp (stad Oostende) - c. Snaaskerke (stad Gistel) - d. Zevekote (stad Gistel) - e. Zande (gemeente Koekelare) - f. Leke (stad Diksmuide) |

| - g. Keiem (stad Diksmuide) - h. Stuivekenskerke (stad Diksmuide) - i. Pervijze (stad Diksmuide) - j. Ramskapelle (stad Nieuwpoort) - k. Sint-Joris (stad Nieuwpoort) - l. Nieuwpoort |

### Kaart

Middelkerke, deelgemeenten en buurgemeenten. De gele gebieden zijn bebouwde kernen.

## Geschiedenis
Middelkerke werd voor het eerst schriftelijk vermeld in 1218, als Middelkerca, omdat het in het midden lag van het langgerekte kusteiland Testerep. Dit eiland was van het vasteland (Wilskerke) afgescheiden door de brede zeegeul Testerepgeul, die in de tweede helft van de 12e eeuw afgedamd werd (met de dam van Nieuwendamme) en ingepolderd. Van de zeegeul bleef enkel een smalle afwateringsgracht over (op de grens tussen de huidige deelgemeenten).
In 1293 werd Middelkerke een zelfstandige parochie. In 1334 werd het dorp door overstromingen verwoest. Tijdens de godsdienstoorlogen einde 16e eeuw werd de kerk gedeeltelijk verwoest, om in de 17e eeuw hersteld te worden. Het dorp leed ook schade door de Slag bij Nieuwpoort in 1600, en het Beleg van Oostende (1601-1604).
De komende eeuwen ontwikkelde Middelkerke zich tot een klein vissersdorp, gelegen langs de Graningatevliet. Vanaf 1875 begon de ontwikkeling tot een mondaine badplaats. Daartoe werd in 1876 te Brussel de Société Anonyme des Bains et des Dunes de Middelkerke et de Westende opgericht, later de Société Anonyme de Middelkerke-Bains genaamd, die van 1894 tot 1914 heeft bestaan. Aldus werd het Hotel de la Digue opgericht. Omstreeks 1900 werd de boulevard aangelegd en daarlangs werden onder meer villa's gebouwd. In 1891 kwam een houten casino tot stand en in 1914 werd een nieuw casino geopend. Deze nederzetting heette Middelkerke-Bad, en de oude dorpskern was Middelkerke-Dorp. Van de Eerste Wereldoorlog had Middelkerke erg te lijden, vanwege de nabijheid van het IJzerfront. De plaats werd ontruimd, de kerktoren opgeblazen en bij de bevrijding waren alle huizen beschadigd.
Na de oorlog volgde wederopbouw, waarbij Middelkerke weer een badplaats van allure werd. In de jaren '30 van de 20e eeuw werden de eerste appartementsgebouwen gesticht en werden enkele nieuwe wijken aangelegd. Hoewel in de Tweede Wereldoorlog de Atlantikwall werd gebouwd bleef de schade beperkt.
Vanaf de jaren '50 van de 20e eeuw rukte het massatoerisme op en werden er een groot aantal appartementsgebouwen geplaatst.
In 1885 kwam de eerste NMVB-tramlijn van België door het dorp. Deze stoomtramlijn bleef in dienst tot 1955. In 1897 werd de eerste elektrische tramlijn langs de kust doorgetrokken naar Middelkerke-Bad. In moderne vorm is dat nu de Kusttramlijn.

## Bezienswaardigheden

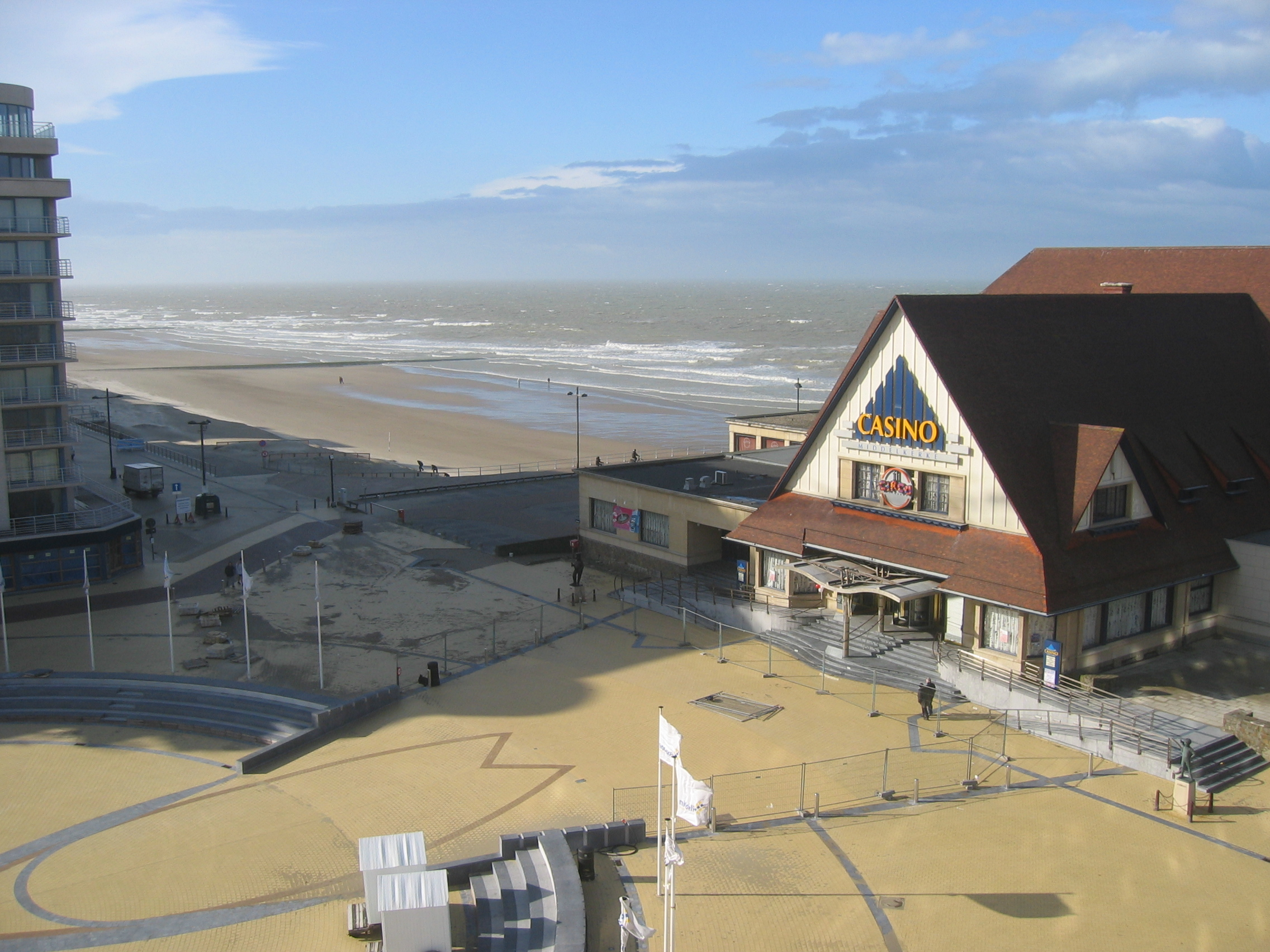
Gezicht op het vorige casino

- Het huidige (vierde) casino en hotel "SILT" is geopend in 2024 en ligt op de zeedijk van Middelkerke rechtover het Epernayplein.
- Op de dijk is een reeks van zeventien beelden van bekende Belgische stripfiguren te zien. Zie stripstandbeelden Middelkerke
- De villa's "Cogels" en "Doris" aan de zeedijk zijn de laatste restanten van de oorspronkelijke dijkbebouwing uit de belle-époquetijd. Ze zitten nu geklemd tussen grote appartementsblokken

- De Dronkenput was oorspronkelijk was een ondergronds waterreservoir dat gebouwd werd rond het einde van de 19e eeuw om de gemeente van drinkwater te voorzien. Het was toen een van de eerste constructies in gewapend beton. Door stuwing van het grondwater werd het geheel schuin naar boven geduwd, en kwam zo aan de oppervlakte en bleek onbruikbaar. Afbraak was te duur, dus bleef de put ongebruikt liggen. Vandaag is het een toeristische attractie. De scheve muren ten opzichte van de waterspiegel geven de bezoeker een dronken gevoel, waardoor het reservoir de naam "Dronkenput" kreeg

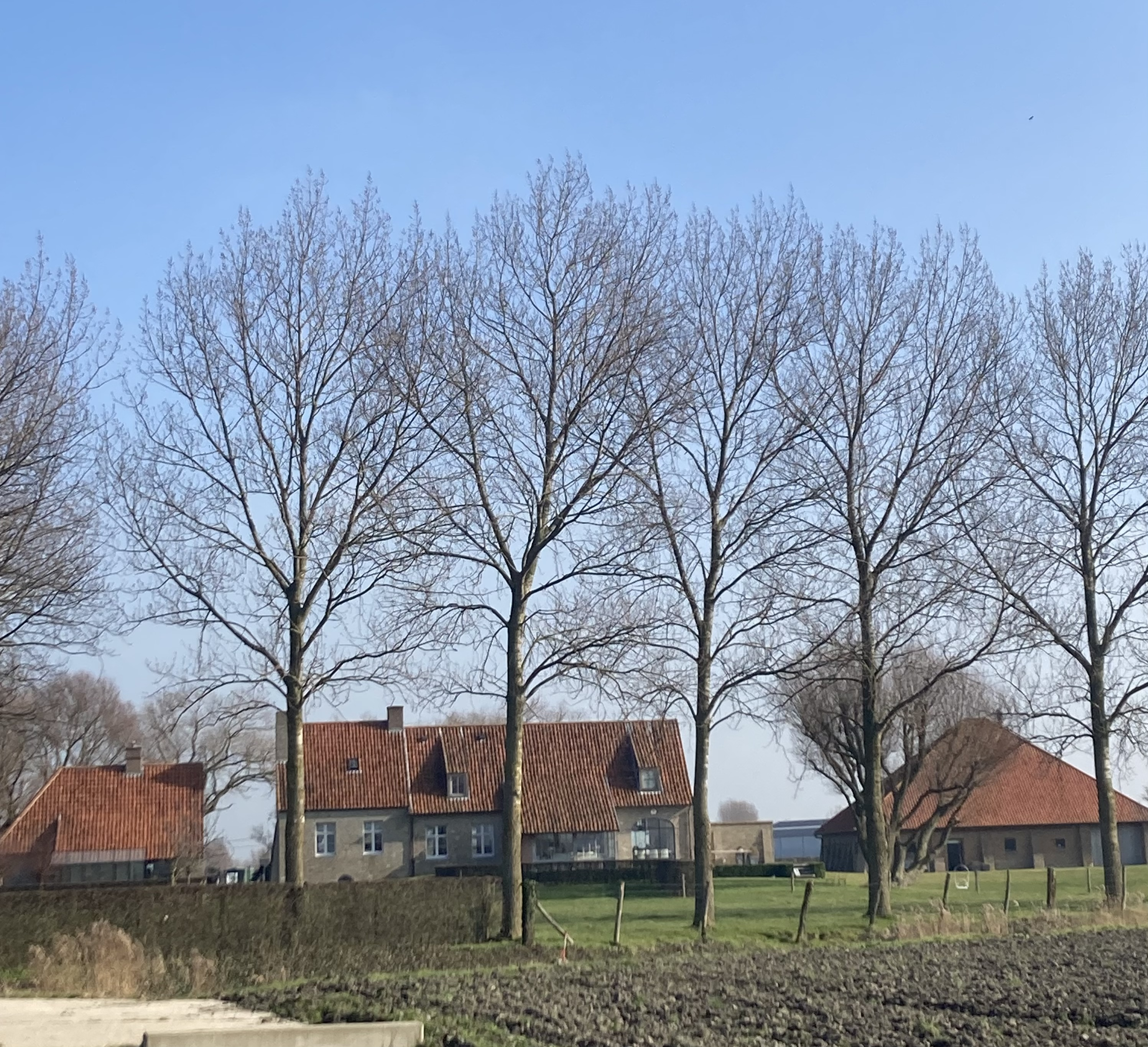
Fleriskothoeve en aanhorigheden 2023

- Fleriskothoeve en aanhorigheden 2023De Fleriskothoeve met zijn aanhorige Friese schuur dateren uit de vroege jaren 700, was ooit eigendom van de Tempeliers en is erkend bouwkundig erfgoed.[3]  De volksverhalen over Fleris vertellen over een boerenknecht die de hoeve vervloekt zou hebben en beetje bij beetje op zijn terugweg is
- De Warandetoren geeft uitzicht op de Warandeduinen, een natuurgebied met bijzondere planten en dieren
- De Sint-Willibrorduskerk is de parochiekerk van Middelkerke. De toren is een overblijfsel van de zeventiende-eeuwse kerk. Op deze toren na werd de kerk halverwege de negentiende eeuw gesloopt en vervangen door een neogotische kerk. Na vernieling in de Eerste Wereldoorlog werd de kerk heropgebouwd in de jaren twintig van de twintigste eeuw. Begin jaren dertig werd de kerk in zuidelijke richting uitgebreid, met ook een tweede zuidoostelijke toren

- De Sint-Theresiakapel

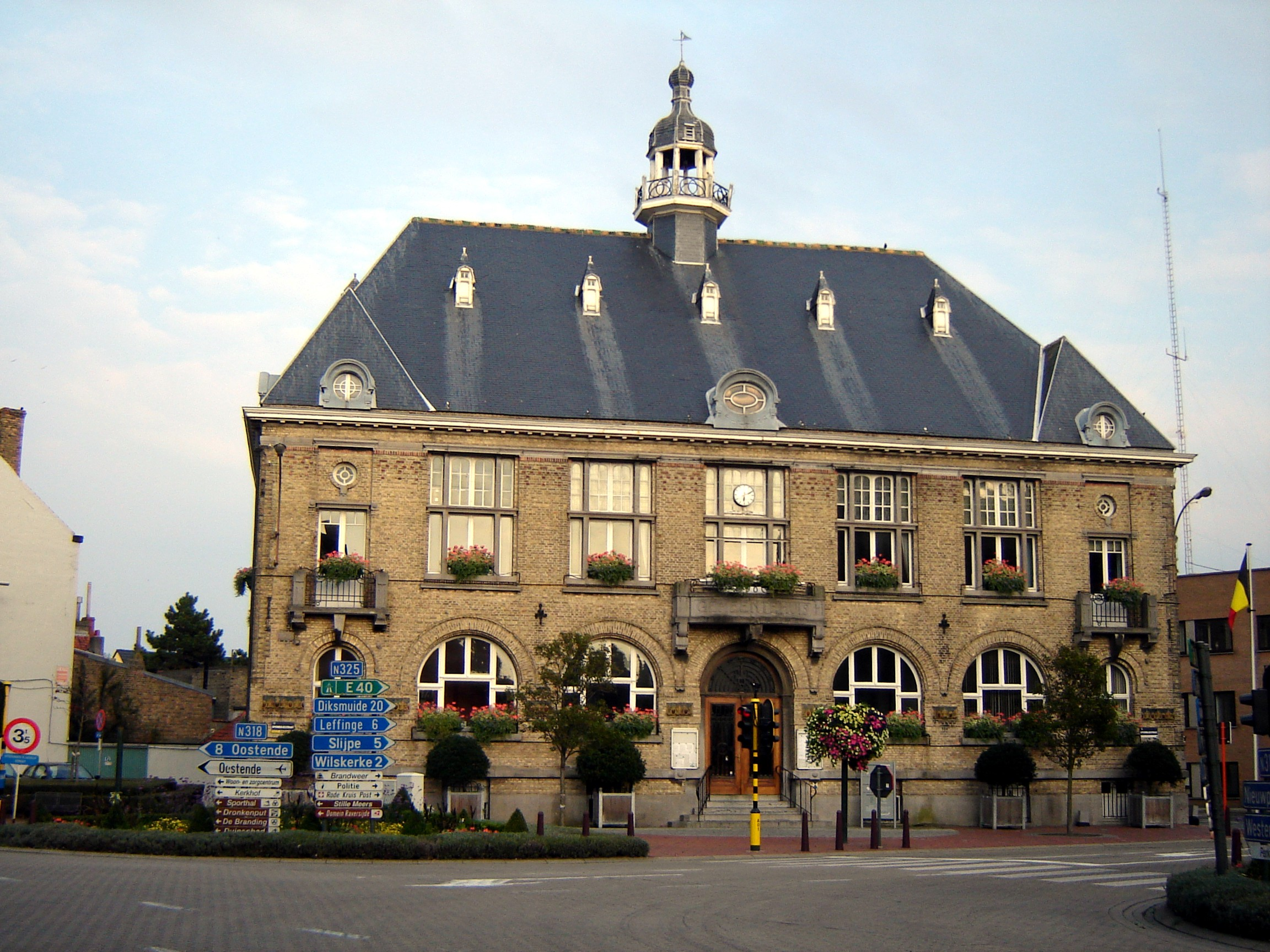
Gemeentehuis

- Het gemeentehuis dateert uit 1924-1925, uit de wederopbouwperiode na de Eerste Wereldoorlog. In 1893 hadden de gemeentediensten zich gevestigd in de vroegere pastorie. Na verwoesting in de oorlog werd het nieuwe gemeentehuis op ongeveer dezelfde plaats gebouwd. Het gebouw is sinds 2002 als monument beschermd.

## Natuur en landschap
Middelkerke ligt aan de Noordzeekust en is uitgegroeid tot langgerekte badplaatsen (Middelkerke-Bad en Westende-Bad) langs de kuststrook, terwijl Middelkerke-Dorp en Westende-Dorp iets meer in het binnenland liggen. Ten oosten van Middelkerke ligt het Provinciedomein Raversijde en tussen Middelkerke en Westende liggen de Warandeduinen. Achter de duinen strekt zich de bebouwing van de badplaats uit, en daar weer achter vindt men polderland met waterlopen als de Graningatevliet, het Groot Middelkerkegeleed en het Ieperleed. Ten 

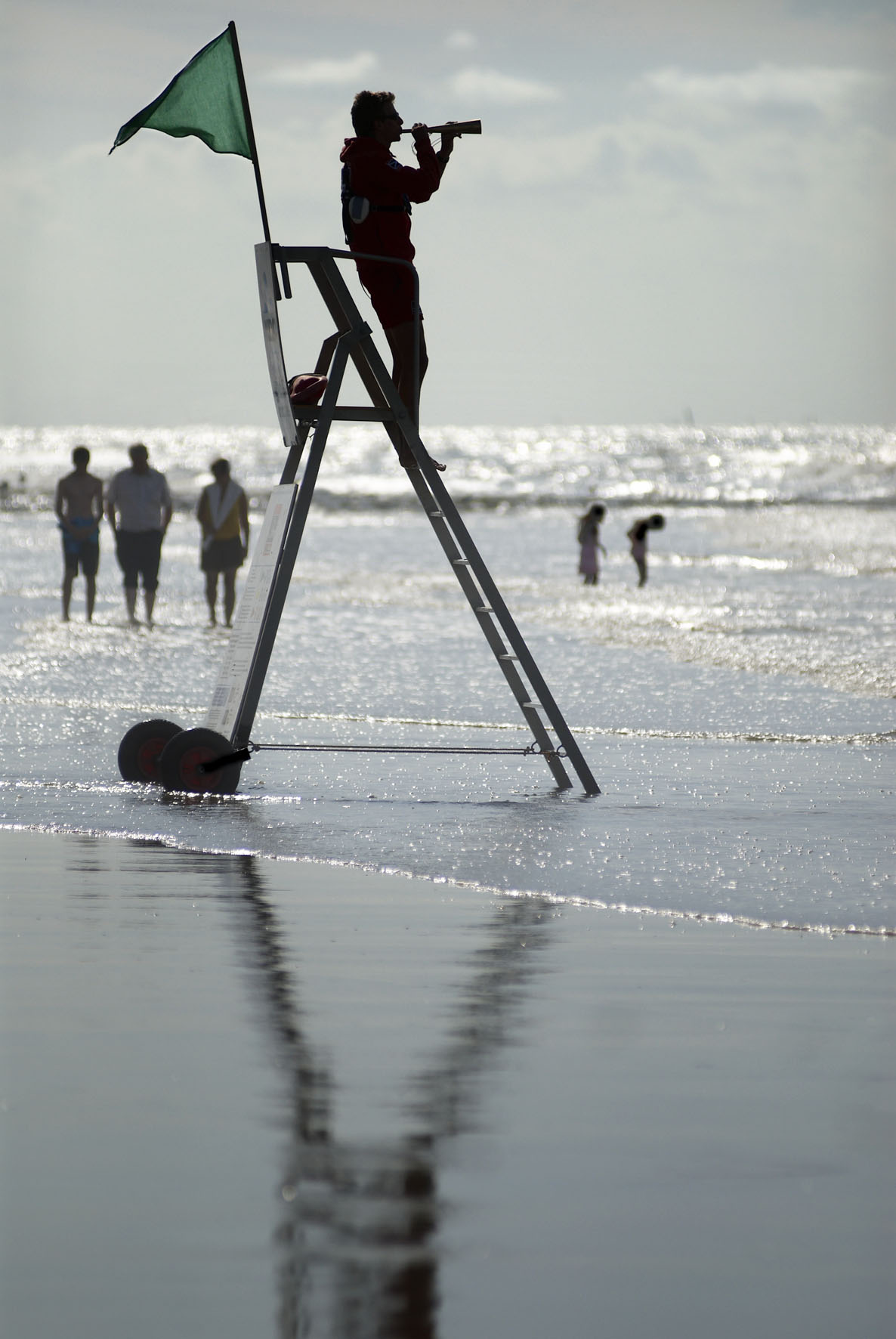
Redder op het strand

## Verkeer en vervoer
Parallel met de kustlijn rijdt de Kusttram.
Gewestweg [N325 verbindt de kern van Middelkerke met de snelweg E40. In 2024 werd een ruimtelijk uitvoeringsplan opgestart om deze plaatselijk te verleggen tussen de rotondes in Slijpe en die op de Westendelaan.

## Demografische evolutie

### Demografische ontwikkeling voor de fusie
- Bron:NIS - Opm:1831 t/m 1970=volkstellingen; 1976= inwoneraantal per 31 december
- 1971: afstand van Raversijde aan Oostende (−2,06 km² met 1.140 inwoners)

### Demografische ontwikkeling van de fusiegemeente
Alle historische gegevens hebben betrekking op de huidige gemeente, inclusief deelgemeenten, zoals ontstaan na de fusie van 1 januari 1977.
- Bronnen:NIS, Opm:1831 tot en met 1981=volkstellingen; 1990 en later= inwonertal op 1 januari

| Inwoners van jaar tot jaar op 1 januari 1992 tot heden | Inwoners van jaar tot jaar op 1 januari 1992 tot heden | Inwoners van jaar tot jaar op 1 januari 1992 tot heden |
| jaar                                                   | Aantal                                                 | Evolutie: 1992=index 100                               |
| ------------------------------------------------------ | ------------------------------------------------------ | ------------------------------------------------------ |
| 1992                                                   | 15.569                                                 | 100,0                                                  |
| 1993                                                   | 15.715                                                 | 100,9                                                  |
| 1994                                                   | 15.867                                                 | 101,9                                                  |
| 1995                                                   | 15.901                                                 | 102,1                                                  |
| 1996                                                   | 15.980                                                 | 102,6                                                  |
| 1997                                                   | 16.154                                                 | 103,8                                                  |
| 1998                                                   | 16.390                                                 | 105,3                                                  |
| 1999                                                   | 16.426                                                 | 105,5                                                  |
| 2000                                                   | 16.583                                                 | 106,5                                                  |
| 2001                                                   | 16.668                                                 | 107,1                                                  |
| 2002                                                   | 16.930                                                 | 108,7                                                  |
| 2003                                                   | 17.217                                                 | 110,6                                                  |
| 2004                                                   | 17.501                                                 | 112,4                                                  |
| 2005                                                   | 17.690                                                 | 113,6                                                  |
| 2006                                                   | 17.841                                                 | 114,6                                                  |
| 2007                                                   | 18.080                                                 | 116,1                                                  |
| 2008                                                   | 18.377                                                 | 118,0                                                  |
| 2009                                                   | 18.614                                                 | 119,6                                                  |
| 2010                                                   | 18.636                                                 | 119,7                                                  |
| 2011                                                   | 18.893                                                 | 121,4                                                  |
| 2012                                                   | 19.052                                                 | 122,4                                                  |
| 2013                                                   | 19.083                                                 | 122,6                                                  |
| 2014                                                   | 19.177                                                 | 123,2                                                  |
| 2015                                                   | 19.302                                                 | 124,0                                                  |
| 2016                                                   | 19.262                                                 | 123,7                                                  |
| 2017                                                   | 19.186                                                 | 123,2                                                  |
| 2018                                                   | 19.371                                                 | 124,4                                                  |
| 2019                                                   | 19.336                                                 | 124,2                                                  |
| 2020                                                   | 19.578                                                 | 125,7                                                  |
| 2021                                                   | 19.676                                                 | 126,4                                                  |
| 2022                                                   | 19.723                                                 | 126,7                                                  |
| 2023                                                   | 19.755                                                 | 126,9                                                  |
| 2024                                                   | 19.855                                                 | 127,5                                                  |
| 2025                                                   | 20.023                                                 | 128,6                                                  |

## Evenementen

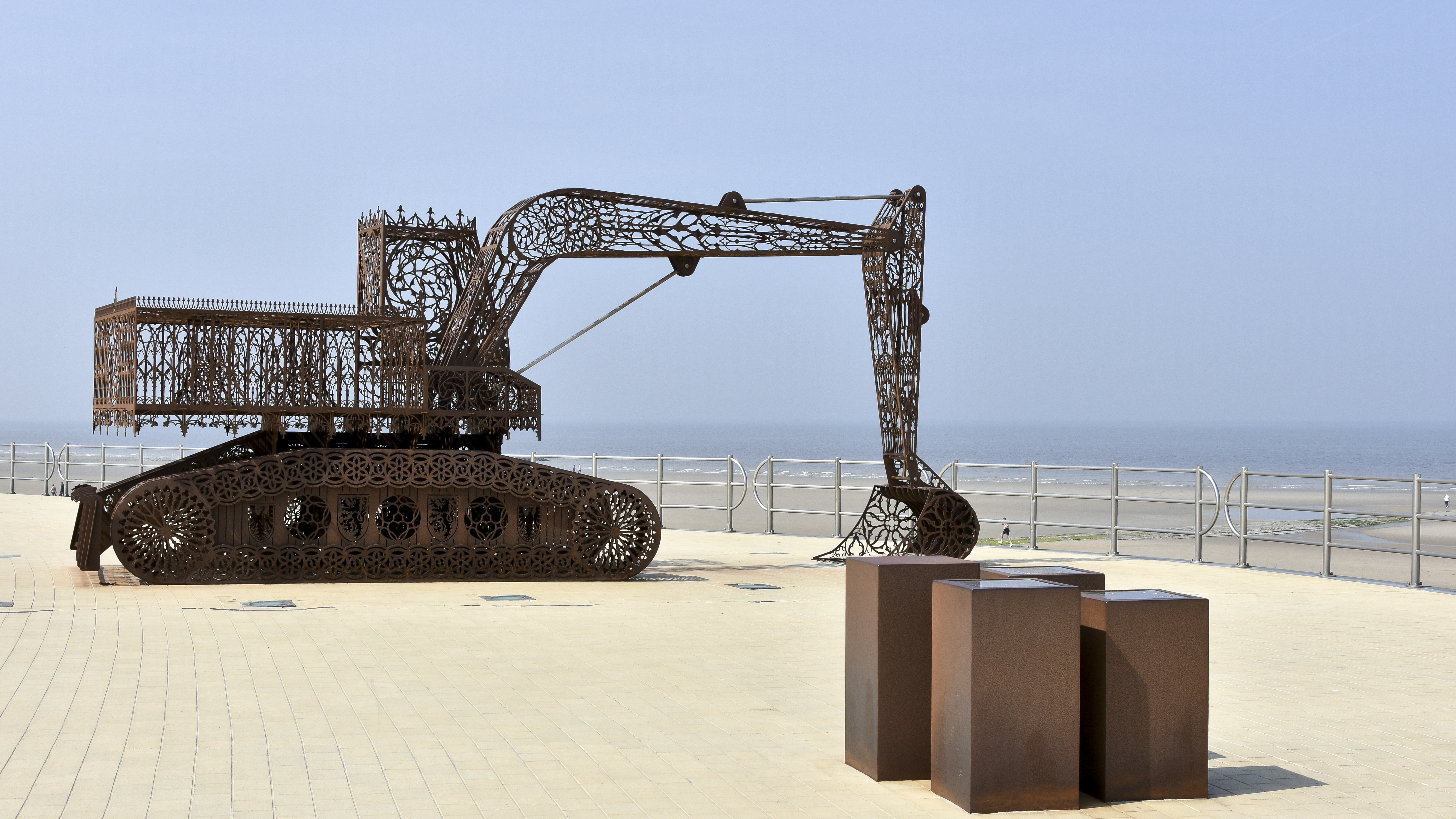
Caterpillar 5 bis van Wim Delvoye in Middelkerke

Jaarlijks vinden heel wat topevenementen plaats in Middelkerke. Middelkerke heeft een speciale traditie betreffende de ontvangst van Vlaamse artiesten. Jarenlang vormde de gemeente het decor voor VRT-programma's als Margriet, De Muziekdoos met Johan Verstreken en de Radio 2 Zomerhit.
In 2009 vindt in Middelkerke voor het eerst 'Middelkerke Festival' plaats, een vierdaags muziekfestival in het teken van het Vlaamse populaire lied.
Populaire evenementen zijn het jaarlijkse Bierweekend in juni en het Champagneweekend in november.
Jaarlijks is er een grote Volkswagenbusmeeting tijdens de zomer in Westende.
Van 2021 tot 2024 vond gedurende de zomermaanden het jaarlijkse Zandsculpturenfestival plaats in Middelkerke. In 2021 in deelgemeente Westende. In 2022 verhuisde het naar Middelkerke..

### Standbeelden van stripfiguren
Elk jaar vindt in Middelkerke een stripfestival plaats en om de naam van "stripgemeente" eer aan te doen, zijn op de zeedijk standbeelden opgericht van verschillende stripfiguren. Er staan beelden van onder meer Jommeke, Annemieke en Rozemieke, Nero, Marcel Kiekeboe, Fanny Kiekeboe, Lucky Luke, Robbedoes, de smurfen, Suske en Wiske, Lambik, Urbanus, Marsupilami, De Rode Ridder, Cédric, Natasja, Jerom en Agent 212.

## Politiek

### Structuur
| Middelkerke      | Middelkerke      | Supranationaal         | Nationaal                         | Nationaal                         | Gemeenschap               | Gewest                    | Provincie                 | Arrondissement            | Provinciedistrict | Kanton          | Gemeente        |
| ---------------- | ---------------- | ---------------------- | --------------------------------- | --------------------------------- | ------------------------- | ------------------------- | ------------------------- | ------------------------- | ----------------- | --------------- | --------------- |
| Administratief   | Niveau           | Europese Unie          | België                            | België                            | Vlaanderen                | Vlaanderen                | West-Vlaanderen           | Oostende                  | Oostende          | Oostende        | Middelkerke     |
| Administratief   | Bestuur          | Europese Commissie     | Belgische regering                | Belgische regering                | Vlaamse regering          | Vlaamse regering          | Deputatie                 | Deputatie                 | Deputatie         | Deputatie       | Gemeentebestuur |
| Administratief   | Raad             | Europees Parlement     | Kamer van volksvertegenwoordigers | Kamer van volksvertegenwoordigers | Vlaams Parlement          | Vlaams Parlement          | Provincieraad             | Provincieraad             | Provincieraad     | Provincieraad   | Gemeenteraad    |
| Kiesomschrijving | Kiesomschrijving | Nederlands Kiescollege | Kieskring West-Vlaanderen         | Kieskring West-Vlaanderen         | Kieskring West-Vlaanderen | Kieskring West-Vlaanderen | Kieskring West-Vlaanderen | Oostende-Veurne-Diksmuide | Oostende          | Oostende        | Middelkerke     |
| Verkiezing       | Verkiezing       | Europese               | Federale                          | Federale                          | Vlaamse                   | Vlaamse                   | Provincieraads-           | Provincieraads-           | Provincieraads-   | Provincieraads- | Gemeenteraads-  |

### (Voormalige) burgemeesters
- 1861-1867: Philippus Jacobus Petrus Tratsaert
- 1867-1876: Franciscus Muyle
- 1900-1904: Pieter Joseph Casse
- 1904-1912: August Logier
- 1912-1920: Amaat Van Walleghem
- 1920-1929: August Logier
- 1929-1937: Cyriel De Groote
- 1937-1943: Simon Beheyt
- 1943-1944: Andreas Inghelram (oorlogsburgemeester)[6]
- 1947-1952: Simon Beheyt
- 1953-1964: André Titeca
- 1965-1967?: Simon Beheyt
- 1967?-1970: André Titeca
- 1971-1982: Andreas Inghelram
- 1983-1991: Julien Desseyn
- 1991-2000: Frank Verlinde
- 2001-2012: Michel Landuyt
- 2013-2018: Janna Rommel-Opstaele
- 2019-heden: Jean-Marie Dedecker

#### 1995-2000
Burgemeester is Frank Verlinde (Stem van het Volk). Hij leidt een coalitie bestaande uit Stem van het Volk, CVP en SP-0VB. Samen vormen ze de meerderheid met 17 op 25 zetels.

#### 2001-2006
Burgemeester is Michel Landuyt (Vld). Hij leidt een coalitie bestaande uit Vld en CVP. Samen vormen ze de meerderheid met 16 op 25 zetels.

#### 2007-2012
Burgemeester is Michel Landuyt (Vld). Hij leidt een coalitie bestaande uit Vld en Progressief Kartel. Samen vormen ze de meerderheid met 14 op 25 zetels.

#### 2013-2018
Burgemeester is Janna Opstaele (Open Vld). Zij leidt een coalitie bestaande uit Open Vld en CD&V. Samen vormen ze de meerderheid met 14 op 25 zetels.

#### 2019-2024
Burgemeester is Jean-Marie Dedecker (LDD). Hij leidt een coalitie bestaande uit LDD en CD&V. Samen vormen ze een meerderheid met 17 op 25 zetels.

#### 2024-2030
Burgemeester is Jean-Marie Dedecker (LDD). Hij leidt een coalitie bestaande uit LDD en N-VA. Samen vormen ze een meerderheid met 13 op 25 zetels.

### Resultaten gemeenteraadsverkiezingen sinds 1976
| Partij               | Partij                                         | 10-10-1976 | 10-10-1976 | 10-10-1982 | 10-10-1982 | 9-10-1988 | 9-10-1988 | 9-10-1994 | 9-10-1994 | 8-10-2000 | 8-10-2000 | 8-10-2006 | 8-10-2006 | 14-10-2012 | 14-10-2012 | 14-10-2018 | 14-10-2018 | 13-10-2024 | 13-10-2024 |
| Stemmen / Zetels     | Stemmen / Zetels                               | %          | 23         | %          | 23         | %         | 23        | %         | 25        | %         | 25        | %         | 25        | %          | 25         | %          | 25         | %          | 25         |
| -------------------- | ---------------------------------------------- | ---------- | ---------- | ---------- | ---------- | --------- | --------- | --------- | --------- | --------- | --------- | --------- | --------- | ---------- | ---------- | ---------- | ---------- | ---------- | ---------- |
|                      | SP1/ SP-OVB2/ Progressief KartelB              | 15,651     | 3          | -          |            | 8,81      | 1         | 19,822    | 5         | 11,912    | 3         | 11,07B    | 2         | 9,89B      | 2          | -          |            | -          |            |
|                      | Agalev1/ Progressief KartelB/ Groen2/ RespectC | -          |            | -          |            | 0,81      | 0         | 4,091     | 0         | 3,681     | 0         | 11,07B    | 2         | 9,89B      | 2          | 6,12       | 1          | 37,3C      | 11         |
|                      | Gemeentebelangen1/ VLD2/ Open Vld3/ RespectC   | 23,331     | 5          | 27,171     | 6          | 30,791    | 8         | 26,272    | 8         | 31,392    | 10        | 41,252    | 12        | 30,923     | 9          | 22,83      | 6          | 37,3C      | 11         |
|                      | CVP1/ CD&V+N-VAA/ CD&V2/ RespectC              | 32,431     | 8          | 28,791     | 7          | 17,931    | 4         | 22,141    | 6         | 21,041    | 6         | 31,59A    | 8         | 18,862     | 5          | 13,62      | 3          | 37,3C      | 11         |
|                      | Stem van het Volk1/ CD&V+N-VAA/ N-VA2          | 28,591     | 7          | 32,271     | 8          | 34,641    | 10        | 23,051    | 6         | 16,671    | 4         | 31,59A    | 8         | 12,212     | 2          | 6,22       | 1          | 6,72       | 1          |
|                      | Lijst Dedecker                                 | -          |            | -          |            | -         |           | -         |           | -         |           | -         |           | 24,95      | 7          | 44,1       | 14         | 43,3       | 12         |
|                      | Vlaams Blok1/ Vlaams Belang2                   | -          |            | -          |            | 1,111     | 0         | -         |           | 6,771     | 1         | 14,362    | 3         | 3,162      | 0          | 3,72       | 0          | 8,42       | 1          |
|                      | D.N.A.                                         | -          |            | -          |            | -         |           | -         |           | 7,57      | 1         | -         |           | -          |            | -          |            | -          |            |
|                      | LI                                             | -          |            | 11,78      | 2          | -         |           | -         |           | -         |           | -         |           | -          |            | -          |            | -          |            |
| Anderen(*)           | Anderen(*)                                     | -          |            | -          |            | 5,92      | 0         | 4,64      | 0         | 0,97      | 0         | 1,74      | 0         | -          |            | 3,3        | 0          | 4,2        | 0          |
| Totaal stemmen       | Totaal stemmen                                 | 9433       | 9433       | 9933       | 9933       | 10378     | 10378     | 11528     | 11528     | 12320     | 12320     | 13780     | 13780     | 14416      | 14416      | 14788      | 14788      | 10738      | 10738      |
| Opkomst %            | Opkomst %                                      |            |            |            |            | 90,37     | 90,37     | 92,13     | 92,13     | 91,77     | 91,77     | 93,23     | 93,23     | 91,02      | 91,02      | 90,8       | 90,8       | 63,6       | 63,6       |
| Blanco en ongeldig % | Blanco en ongeldig %                           | 3,54       | 3,54       | 5,02       | 5,02       | 5,12      | 5,12      | 5,15      | 5,15      | 4,39      | 4,39      | 4,52      | 4,52      | 4,22       | 4,22       | 3,7        | 3,7        | 1,8        | 1,8        |

De rode cijfers naast de gegevens duiden aan onder welke naam de partijen telkens bij een verkiezing opkwamen.

De zetels van de gevormde meerderheid staan vetjes afgedrukt. De grootste partij staat in kleur.

(*) 1988: ROOS / 1994: AOV (2,28%), W.O.W. (1,69%), V.N.P. (0,67%) / 2000: Vivant (0,75%), V.N.P. (0,22%) / 2006: HERVE (1,74%) / 2018: Project M (3,3%) / 2024: VoorGrootMiddelkerke (4,2%)

## Geboren in Middelkerke
- Albert Dejonghe (14 februari 1894 - 1981), wielrenner
- Thomas Deputter (27 augustus 1896 - 1972), kunstschilder
- Daan Inghelram (23 juli 1905 - 2003), schrijver
- Danny Riesterer (5 mei 1939 - 2021), acteur

## Jumelages
Partnersteden van Middelkerke:
- Épernay, Frankrijk, sinds 1967.
- Ettlingen, Duitsland, sinds 1971.
- Rauschenberg, Duitsland, sinds 1972.
- Sohren, Duitsland, sinds 1969.
- Büchenbeuren, Duitsland, sinds 1967.
- Clevedon, Engeland, sinds 1991.
- Vresse-sur-Semois, België, sinds 1992. Er zijn elk jaar Bosklassen en Zeeklassen tussen de scholen van beide gemeenten.

## Nabijgelegen kernen
Westende, Slijpe, Wilskerke, Raversijde

### Openbaar vervoer
In Middelkerke-bad komt alleen de Kusttram. In Middelkerke-dorp komt alleen buslijn 60 (voorheen 769) Er is ook nog belbus 39, die de omgeving bedient. Eerst had deze nummer 66. Tussen Middelkerke-Bad en Middelkerke-Dorp is er geen rechtstreeks openbaar vervoer.